# 音速小子電影系列
《音速小子》（英語：Sonic the Hedgehog）是派拉蒙影業和世嘉颯美控股共同開發的真人動畫跨媒體製作，改編自世嘉發行的電子遊戲《音速小子》系列，目前已發行三部電影以及一部衍生電視劇，第四部電影正在製作中。該系列主要由傑夫·福勒執導，他曾執導過三部《超音鼠》電影以及《納克魯斯》的試播集。該系列全球票房已超過10億美元。

## 電影
| 電影          | 美國上映日期   | 導演      | 劇本                                              | 故事                                              | 製片人                                                   | 狀態   |
| ------------- | -------------- | --------- | ------------------------------------------------- | ------------------------------------------------- | -------------------------------------------------------- | ------ |
| 《音速小子》  | 2020年2月14日  | 傑夫·福勒 | 派翠克·凱西 （ 英语 ： Patrick Casey (writer)） 喬許·米勒 （ 英语 ： Worm Miller） | 派翠克·凱西 （ 英语 ： Patrick Casey (writer)） 喬許·米勒 （ 英语 ： Worm Miller） | 尼爾·H·摩里茲 托比·阿舍爾（ ） 中原亨（ ） 伊藤武志（ ） | 已上映 |
| 《音速小子2》 | 2022年4月8日   | 傑夫·福勒 | 派翠克·凱西 喬許·米勒 約翰·惠廷頓    | 派翠克·凱西 喬許·米勒                             | 尼爾·H·摩里茲 托比·阿舍爾 中原亨 里見治（ ）             | 已上映 |
| 《音速小子3》 | 2024年12月20日 | 傑夫·福勒 | 派翠克·凱西 喬許·米勒 約翰·惠廷頓    | 派翠克·凱西 喬許·米勒                             | 尼爾·H·摩里茲 托比·阿舍爾 中原亨 里見治（ ）             | 已上映 |
| 《音速小子4》 | 2027年3月19日  | 待公布    | 待公布                                            | 待公布                                            | 待公布                                                   | 製作中 |

### 《音速小子》（2020年）
劇情講述擁有超音速能力的索尼克被迫放棄自己的故鄉莫比烏斯逃到地球。十年後，一直秘密地生活的索尼克被綠丘鎮警察湯姆·華卓斯基（Tom Wachowski）發現後，與他聯手阻止想要利用自己力量的瘋狂科學家艾格曼·羅伯尼克博士（後來的蛋頭博士）。電影是該系列的第一部電影，於2020年2月14日在美國院線上映。
《音速小子》原定於2019年11月8日上映，但由於觀眾對第一支預告片中的索尼克的設計非常反感，為了重新設計因此上映日期被延後到2020年2月14日。上映後，雖然獲得褒貶不一的評價，但票房卻取得了成功，成為2020年全球票房第六高的電影。

### 《音速小子2》（2022年）
故事發生在首部電影的八個月後，索尼克與塔爾斯聯手阻止蛋頭博士和納克魯斯奪得一顆具有建立和摧毀文明力量的強大寶物「王者翡翠」。
在第一部電影取得成功後，派拉蒙影業於2020年5月確認正在製作續集，傑夫·福勒、派翠克·凱西和喬許·米勒回歸製作。尼爾·H·摩里茲、托比·阿舍爾（Toby Ascher）、中原亨（Toru Nakahara）回歸製片，此前他們曾與伊藤武志（Takeshi Ito）共同製作第一部電影，而提姆·米勒、里見治（Hajime Satomi）和里見治紀（Haruki Satomi）則擔任執行製片人。第一部電影的大部分演員以及配音員都回歸出演各自的角色，伊卓瑞斯·艾巴聲演新角色納克魯斯。拍攝於2021年3月在溫哥華開始進行。電影於2022年4月5日舉行全球首映，隨後於4月8日在美國院線上映。

### 《音速小子3》（2024年）
劇情講述索尼克、塔爾斯和納克魯斯迎戰神秘而強大的新勁敵夏特，而蛋頭博士與失散多年的祖父傑拉德·羅伯尼克教授（Professor Gerald Robotnik）重聚，但他不知道傑拉德也有自己的恐怖計畫。
2022年2月，世嘉和派拉蒙確認《音速小子3》正在積極製作中，班·許瓦茲將繼續聲演標題角色。2022年4月，於前兩集飾演蛋頭博士的金·凱瑞宣布考慮息影。製片人尼爾·H·摩里茲和托比·阿舍爾確認，即使凱瑞實行他的退休計劃，蛋頭博士也不會重新選角。然而，他們仍希望能夠開發好的劇本讓他回歸飾演該角色。2022年8月，宣布電影將於2024年12月20日上映。2023年6月，據報導拍攝將於2023年8月底在倫敦開始進行。由於2023年美國編劇協會大罷工，拍攝延後至同年9月進行，並且先拍攝沒有真人演員的場景。2024年2月，派拉蒙證實凱瑞將於《音速小子3》回歸出演蛋頭博士，而克萊斯汀·瑞特、艾莉拉·布朗、詹姆士·沃克、蘇菲亞·潘娜絲、克里斯托·費爾南德斯和喬瑪·塔科內參與演出。2024年4月，據報導於第二集片尾片段出現的夏特將由基努·李維聲演。

### 《音速小子4》（2027年）
2024年9月，製片人托比·阿舍爾表示打算推出更多的《音速小子》後續作品。2024年12月，正式宣布製作《音速小子4》，計劃於2027年春季上映。2025年1月，宣布電影將於2027年3月19日上映。
於《音速小子3》片尾片段出現的艾咪·蘿絲和金屬索尼克有望出現於電影之中。

## 電視劇
| 劇集         | 季數 | 集数 | 集数 | 上線日期      | 上線日期      | 上線日期   | 節目統籌        | 狀態   |
| 劇集         | 季數 | 集数 | 集数 | 首映          | 季终          | 电视网     | 節目統籌        | 狀態   |
| ------------ | ---- | ---- | ---- | ------------- | ------------- | ---------- | --------------- | ------ |
| 《納克魯斯》 | 1    | 6    | 6    | 2024年4月26日 | 2024年4月26日 | Paramount+ | 托比·阿舍爾（Toby Ascher） | 已播出 |

## 迴響

### 票房表現
| 電影          | 美國上映日期   | 票房收入   | 票房收入   | 票房收入   | 預算              | 来源          |
| 電影          | 美國上映日期   | 北美       | 其他地區   | 全球       | 預算              | 来源          |
| ------------- | -------------- | ---------- | ---------- | ---------- | ----------------- | ------------- |
| 《音速小子》  | 2020年2月14日  | 1.48億美元 | 1.7億美元  | 3.19億美元 | 8500–9000萬美元   | [ 26 ] [ 27 ] |
| 《音速小子2》 | 2022年4月8日   | 1.9億美元  | 2.14億美元 | 4.05億美元 | 9000萬–1.1億美元  | [ 28 ] [ 29 ] |
| 《音速小子3》 | 2024年12月20日 | 2.16億美元 | 2.03億美元 | 4.22億美元 | 1.22億美元        | [ 30 ] [ 31 ] |
| 合計          | 合計           | 5.56億美元 | 5.88億美元 | 11.4億美元 | 2.97億–3.22億美元 | [ 32 ]        |

### 評價

#### 電影
| 電影          | 爛番茄           | Metacritic     | CinemaScore |
| ------------- | ---------------- | -------------- | ----------- |
| 《音速小子》  | 64%（252篇評論） | 47（43篇評論） | A           |
| 《音速小子2》 | 69%（175篇評論） | 47（33篇評論） | A           |
| 《音速小子3》 | 88%（136篇評論） | 56（28篇評論） | A           |

#### 電視劇
| 影集         | 季數 | 季數 | 爛番茄          | Metacritic     |
| ------------ | ---- | ---- | --------------- | -------------- |
| 《納克魯斯》 |      | 1    | 75%（32篇評論） | 61（11篇評論） |

## 外部連結
- 互联网电影数据库（IMDb）上《音速小子》的资料（英文）
- 互联网电影数据库（IMDb）上《音速小子2》的资料（英文）
- 互联网电影数据库（IMDb）上《音速小子3》的资料（英文）
- 互联网电影数据库（IMDb）上《納克魯斯》的资料（英文）